# 昌北機場駅
昌北機場駅（しょうほくきじょう-えき）は中華人民共和国江西省南昌市新建区に位置する南昌地下鉄1号線の駅。

## 沿革
- 2025年6月28日：1号線の延伸により開業[1]。

## 駅周辺
- 南昌昌北国際空港